# Рудобелка
Рудобелка (используется также форма Рудабелка; бел. Рудо́белка, Рудабе́лка) — упразднённая деревня в Октябрьском районе Гомельской области Беларуси. В 1954 году вошла в состав новообразованного городского поселка Октябрьский.

## География
Находилась в центральной части современного г. п. Октябрьский.

## История
Первые письменные упоминания о селе Рудобелка (Рыжая Белка) относятся к началу XVI века, когда оно было дано пану И. Гойтичу (Гойцевичу), вероятно, во временное условное владение. На то время село входило в Бчицкую (Птицкую) волость Мозырского уезда и постоянно сдавалось в аренду крупным магнатам.
В 1507 году великий князь Сигизмунд I Старый подарил доход из имения Рудобелка на 10 лет Николаю Радзивиллу в связи с исполнением им обязанностей воеводы трокского, а в 1526 году отдал ему поместье в собственность. После смерти Николая Радзивилла Рудобелка отошла к его сыну Яну. После его смерти в 1545 году имение снова переходит в собственность государства.
Согласно инвентарю 1552 года в Рудобелке насчитывалось 99 дымов (96 душ мужского пола). В то время через неё проходил торговый путь из Слуцка в Мозырь.
Под 1560 годом Рудобелка годом упоминается в связи с описанием границ деревень. С 1583 года или 1588 года имение арендовал Ю. Н. Зенович, затем его зять — князь А. М. Вишневецкий. С 1661 года — в аренде (или владении) князя А. Г. Полубинского.
В 1683 году в селе построена церковь, имелись трактир, лесопилка, мельница, рудня.
На 1683 год Рудобелка — центр волости в Мозырском уезде.
С 1685 года, после смерти Констанция, сына А. Г. Полубинского, снова во владении Радзивиллов (через сестру Констанция, жену Доминика Николая Радзивилла). В имении Радзивиллов имелась библиотека. В 1742 году сын Доминика Николая Радзивилла, Николай Фаустин, отдал в качестве пожертвование деревню Рудо-Бело местной униатской церкви.
На 1748 год Рудобелка — центр войтовства Порецкого двора. В середине XVIII века имение переходит к роду Лапка. Примерно в 1770-е годы в селе была построена православная Покровская церковь.
После второго раздела Речи Посполитой (1793) в составе Российской империи, центр Рудобельской волости Бобруйского уезда Минской губернии. Демьян (Доминик) Лаппа в первой половине XIX века первым из местных помещиков начал проводить мелиоративные работы по осушению наиболее болотистых мест. Позже, когда имение перешло к его сыновьям — Михалу и Александру-Дионисию, здесь появляются винокуренные заводы, пять молотильных машин, водяные мельницы, круперня, сукновальня, открывается народное училище (1863) и другие учреждения и предприятия.
Согласно инвентарю 1844 года, в поместье Рудобелка входило 8 деревень и 1 застенок, проживало 803 лица мужского пола и 802 — женского.
За сохранение оружия Лаппами во время восстания 1863—1864 годов поместье было арестовано (или временно изъято), и в 1867 году Александр-Дионисий был вынужден продать его барону А. Е. Врангелю, который, в свою очередь, в 1874 году продал Рудобелку генерал-майору О. Ф. Лилиенфельду. С 1880-х годов принадлежала помещикам Яхонтовым, с 1907 года — Иваненко.
В состав Рудобельской волости на 1885 год входили 35 селений с 570 дворами. Вместо устаревшей в 1887 году сооружена новая деревянная церковь. С 1885 года в имении действовал спиртзавод, а с 1898 года — лесопильное предприятие; с 1916 года действовал телеграф. В начале XX века из Озаричей через Рудобелку проходила военно-коммуникационная дорога. В 1916 году жители деревень имения самовольно захватили и засеяли часть помещичьих земель. Для их укрощения были вызваны жандармы.
22 ноября 1917 года в Рудобелке был создан волостной революционный комитет, провозгласивший Советскую власть. Во время оккупации германскими (1918 год) и польскими войсками (1919—1920 годы) в Рудобельском и соседних волостях Бобруйского уезда сохранялась Советская власть — существовала т. н. «Рудобельская республика», в числе организаторов которой были П. Д. Молокович, А. Р. Соловей, М. А. Левков. Летом 1918 года в Рудобелке был организован один из первых в Беларуси партизанский отряд (400 человек; руководители А. Р. Соловей и М. А. Левков), сражавшийся против оккупантов. В конце 1918 года, после того как партизаны заставили немцев покинуть волость, в имении организована коммуна, работала водяная мельница. 16 января 1920 года во время карательной операции поляки сожгли Рудобелку.
В 1920 году или 1922 году Рудобельская волость переименована в Октябрьскую. В бывшем имении барона А. Е. Врангеля был создан совхоз «Рудабелка». Сельская школа первой ступени в 1926 году преобразована в семилетнюю. В 1930 году организован колхоз. С 1924 года — в Глусском, с 28 июня 1939 года — Октябрьском районе.
В годы Великой Отечественной войны Рудобелка один из центров Октябрьско-Любанской партизанской зоны. В апреле 1942 года каратели почти полностью сожгли деревню вместе с жителями, в том числе и из соседних деревень (погибло более 700 человек).
С 31 августа 1954 года — в составе городского посёлка Октябрьский.

## Население
- 1920 год — 70 жителей.

## Известные лица
- Лаппа Александр Доминикович (1802—1869) — общественный деятель, крупный помещик в Беларуси.
- Лаппа, Михаил Демьянович (1788—1840) — декабрист, подпоручик лейб-гвардии Измайловского полка.